# Zuckerfabrik Düren

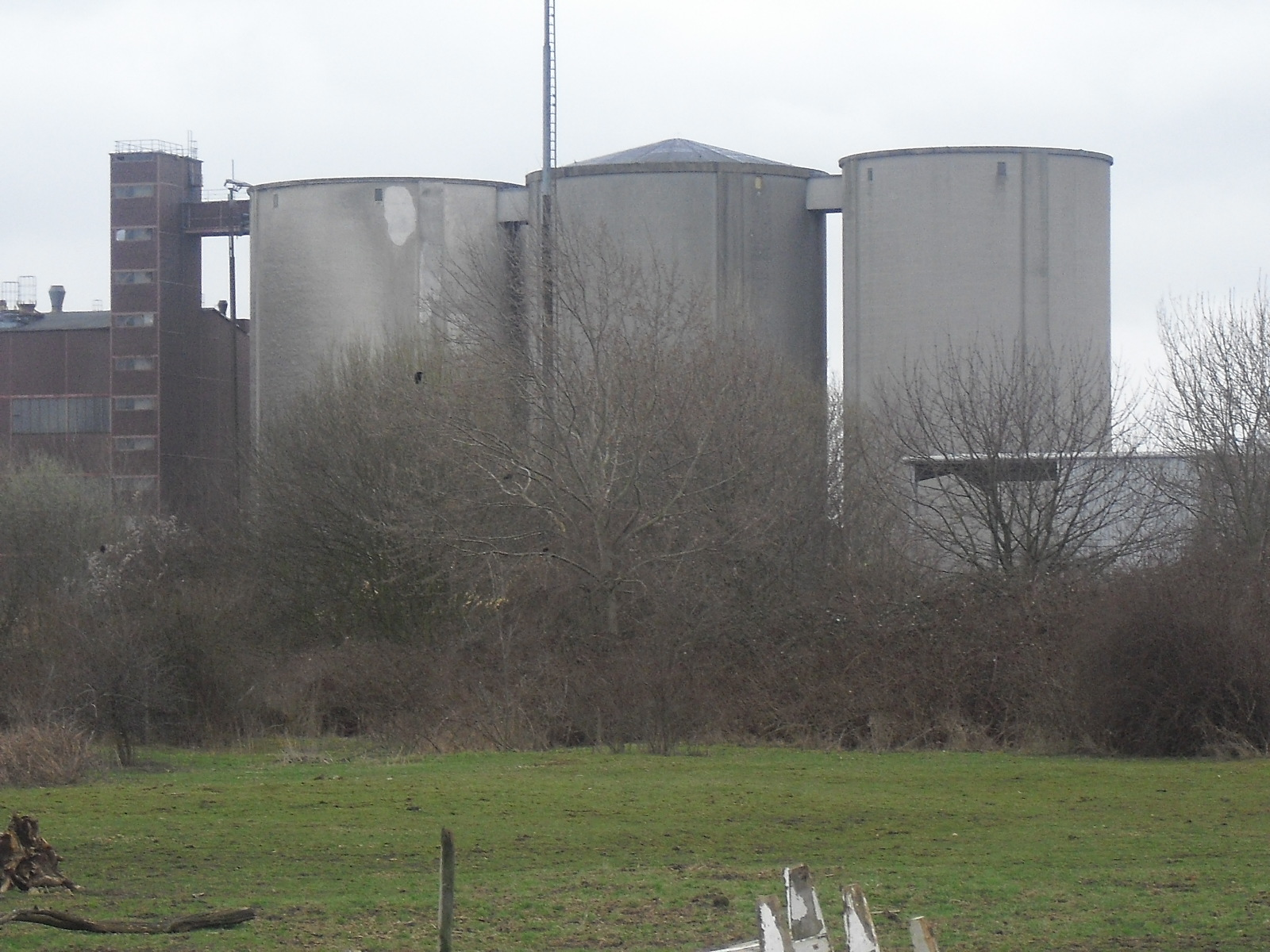
Die Silos im März 2010

Die Zuckerfabrik Düren ist ein ehemaliges Unternehmen in der Stadt Düren, Nordrhein-Westfalen.
Die Zuckerfabrik lag in Düren-Nord an der Paradiesstraße. Heute befindet sich auf dem Gelände der Dürener Service Betrieb (DSB).
Am 23. Juni 1869 schlossen sich Leopold Schoeller, Leopold Peill und Julius Brockhoff in einem Gesellschaftervertrag zusammen, um eine Zuckerfabrik zu betreiben. In den ersten 56 Jahren führte Leopold Peill (1846–1925) das Unternehmen. Es wurden nicht nur Zuckerrüben verarbeitet, sondern der Zucker wurde auch raffiniert und selbst vermarktet. In der ersten Kampagne 1870 wurden 2.000 Zentner Rüben verarbeitet. Mit einer größeren Menge war vorerst nicht zu rechnen, da in der Gegend um Düren bisher kaum Zuckerrüben angebaut wurden. Deshalb baute die Zuckerfabrik nun selbst Rüben an. Dazu wurden landwirtschaftliche Anwesen, wie z. B. Gut Ollesheim (zwischen Nörvenich und Eschweiler über Feld) sowie der Schoellerhof bei Bauweiler gekauft. Die Anbaufläche stieg dadurch auf etwa 5.000 bis 6.000 Morgen. In der Kampagne 1881 wurden schon 900.000 Zentner Zuckerrüben verarbeitet.
1882 nahm die Fabrik eine eigene Stromversorgungsanlage in Betrieb, mit der nach dem Zweiten Weltkrieg die Stromversorgung in der völlig zerstörten Stadt Düren wieder aufgenommen wurde. Ein eigener Bahnanschluss zum Bahnhof Düren sorgte für die nötige Infrastruktur. Eine dieser Loks steht heute als Spielplatzlok in der Veldener Straße an der Skaterbahn. Auch über die Gleise der Dürener Kreisbahn wurden Zuckerrüben aus den Dörfern der Zülpicher Börde bis in die 1960er Jahre nach Düren transportiert.
1890 wurde das Unternehmen in L. Peill & Co. umbenannt. Leopold Peill senior war nun alleiniger Gesellschafter. Sein Sohn Leopold Peill junior (1872–1941) unterstützte ihn, bis dieser nach dem Ersten Weltkrieg die Leitung der Glashütte Peill & Sohn, später Peill & Putzler, übernahm. Der Enkel von Leopold Peill senior, Walther Schoeller (1895–1954), übernahm die Geschäftsführung, als Leopold sen. im Jahre 1925 verstarb.
Nach dem Zweiten Weltkrieg begann die Produktion in den beim Luftangriff vom 16. November 1944 ziemlich in Mitleidenschaft gezogenen Hallen. 1945 konnten schon wieder 35.000 Doppelzentner Zuckerrüben verarbeitet werden. 1949 war die Menge schon auf 800.000 Doppelzentner gestiegen, und 1959 wurde die Zwei-Millionen-Grenze überschritten.
Nach dem Tod von Walther Schoeller im Jahre 1954 übernahm seine Witwe Gisela Schoeller, geborene Hänel von Cronenthall, die Geschäftsführung. Ihr Nachfolger wurde schließlich ihr Schwiegersohn Hans Rachel.

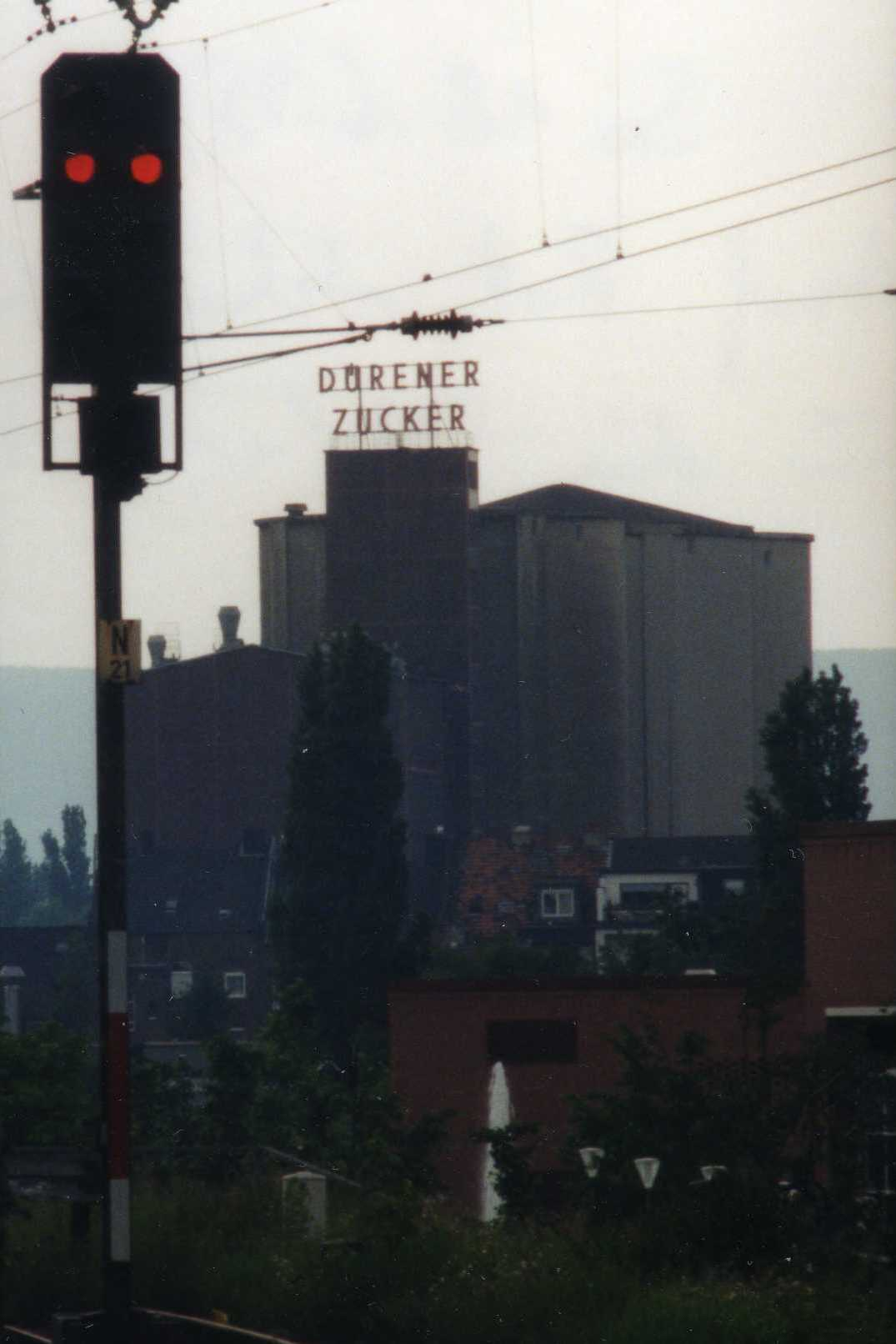
Auf Rot standen die Signale für die Dürener Zuckerfabrik schon seit acht Jahren (Foto von 1995)

In den 1950er und 1960er Jahren wurde das Werk ausgebaut und modernisiert. Auf den neu gebauten 43 m hohen Silotürmen leuchtet der Schriftzug Dürener Zucker. Durch die moderneren Produktionsanlagen sank die Zahl der Arbeiter von 450 auf 260. Trotzdem wurden je Kampagne etwa 2,5 Mio. Doppelzentner Rüben verarbeitet. 1977 beteiligte sich das Kölner Unternehmen Pfeifer & Langen mit 49 % an der Zuckerfabrik Düren. 1981 wurden vier Mio. Doppelzentner Zuckerrüben verarbeitet. Eine erneute Modernisierung der Anlagen war notwendig. Durch die Zuckerverordnung der Europäischen Gemeinschaft musste die Produktion auf drei Mio. Doppelzentner heruntergefahren werden.
Zum 1. Januar 1987 übernahm Pfeifer & Langen die Zuckerfabrik zu 100 %. Nur wenige Monate später, nämlich am 4. September, gab das Unternehmen bekannt, dass die Zuckerfabrik Düren zum Ende der Kampagne 1987 den Betrieb einstellen wird. Die letzten 120 Beschäftigten wurden entlassen oder in umliegende Werke versetzt.
Die ehemaligen Schlammpolder der Zuckerfabrik sind heute das Feuchtgebiet „Auf der Birkesdorfer Roer“, das zu einem Brut- und Rastplatz für über 40 bedrohte Vogelarten geworden ist.
Auf dem Gelände der ehemaligen Zuckerfabrik befindet sich heute der Dürener Service Betrieb, ein kommunales Dienstleistungsunternehmen für Stadtreinigung, Abfallwirtschaft etc., der ehemalige städtische Fuhrpark.